# Sanne Koolen
Sanne Koolen (Nijmegen, 23 maart 1996) is een Nederlands hockeyster. Koolen komt sinds 2011 uit voor Den Bosch en speelde eerder voor Union. Met Den Bosch werd Koolen landskampioen in 2015, 2016, 2017 en 2018, en Europees kampioen in 2016, 2017 en 2018.
Op 29 juli 2017 debuteerde ze in de Nederlandse hockeyploeg in een oefentinterland tegen België. Met het Nederlandse team won Koolen het Wereldkampioenschap in 2018 en het Europees kampioenschap in 2019 en 2021.

## Internationale erelijst
- Wereldkampioenschap 2018
- Hockey Pro League 2019
- Europees kampioenschap 2019
- Europees kampioenschap 2021
- Olympische Spelen 2020 (2021) in Tokio
- Hockey Pro League 2021-2022
- Wereldkampioenschap 2022
- Europees Kampioenschap 2023
- Olympische spelen 2024 in Parijs

Felice Albers · 
Margot van Geffen ·  
Eva de Goede · 
Marloes Keetels · 
Josine Koning · 
Sanne Koolen · 
Laurien Leurink · 
Caia van Maasakker · 
Frédérique Matla ·  
Laura Nunnink · 
Malou Pheninckx · 
Pien Sanders ·  
Lauren Stam · 
Maria Verschoor · 
Xan de Waard · 
Lidewij Welten · 
Coach: Alyson Annan
Felice Albers ·  
Joosje Burg  ·  
Pien Dicke ·  
Luna Fokke ·  
Yibbi Jansen ·  
Marleen Jochems ·  
Sanne Koolen ·  
Renée van Laarhoven ·  
Frédérique Matla ·  
Freeke Moes ·  
Laura Nunnink ·  
Lisa Post ·  
Pien Sanders ·  
Marijn Veen ·  
Anne Veenendaal (K) ·  
Maria Verschoor ·  
Xan de Waard  ·  
Coach: Paul van Ass